# Myrsine chathamica
Myrsine chathamica (Engels: Chatham Island matipo of Chatham Island mapou) is een plantensoort uit de sleutelbloemfamilie (Primulaceae). Het is een struikachtige dicht vertakte kleine boom die een groeihoogte van 12 meter kan bereiken. De boom is meerstammig en de schors heeft een donkerroodbruine, bruine of grijsbruine kleur. De bladeren zijn leerachtig en glanzend donkergroen. 
De soort komt voor op de Chathameilanden, gelegen in de Stille Oceaan ten oosten van Nieuw-Zeeland. Hij groeit daar in zowel de kustgebieden als de tafellanden meer landinwaarts. Dichtbij de kust groeit de soort in bossen op rotsachtige kalksteen- en schistbodems, vaak samen met de boomsoort Corynocarpus laevigatus. De soort kan ook voorkomen in zandduinen die grenzen aan kalksteen- en schistbodems. Op de tafellanden groeit de soort in moerasbossen op venige bodems.
... · 
Anagallis (Guichelheil) · 
Androsace (Mansschild) · 
Ardisia · 
Centunculus · 
Coris · 
Cortusa · 
Cyclamen (Cyclaam) · 
Dionysia · 
Glaux · 
Hottonia · 
Lysimachia (Wederik) · 
Myrsine · 
Primula (Sleutelbloem) · 
Samolus · 
Soldanella (Kwastjesbloem) · 
Trientalis · 
Vitalania · 
...